# 弯嘴裸眉鸫属
弯嘴裸眉鸫属（学名：Neodrepanis），是裸眉鸫科的一属。属下共有2种鸟类，均是马达加斯加特有种。

## 词源
弯嘴裸眉鸫属的学名Neodrepanis，由希腊语的neos “新的、奇特的”和δρεπανη drepanē, δρεπανης drepanēs “短弯刀”组合而来。

## 种
- 弯嘴裸眉鸫
- 小弯嘴裸眉鸫